# 보안 정보와 이벤트 관리
보안 정보와 이벤트 관리(Security information and event management, SIEM)는 컴퓨터 보안 분야의 한 분야로, 소프트웨어 제품 및 서비스가 SIM(보안 정보 관리)과 SEM(보안 이벤트 관리)을 결합한다. SIEM은 조직 내 보안 문제를 해결하는 중앙 집중식 대응 팀인 일반적인 보안 운영 센터(SOC)의 핵심 구성 요소이다.
애플리케이션 및 네트워크 하드웨어에서 생성된 보안 경고에 대한 실시간 분석을 제공한다. 공급업체는 SIEM을 소프트웨어, 어플라이언스 또는 관리 서비스로 판매한다. 이러한 제품은 보안 데이터를 기록하고 컴플라이언스 목적으로 보고서를 생성하는 데에도 사용된다. SIEM이라는 용어와 두문자어는 2005년 가트너의 마크 니콜렛(Mark Nicolett)과 암리트 윌리엄스(Amrit Williams)에 의해 만들어졌다.